# Ricky Sprocket
Ricky Sprocket es una serie creada en asociación con Snowden Fine, Bejuba y Teletoon y producida por Nickelodeon. Se empezó a transmitir en Estados Unidos el 21 de enero de 2007 y en Latinoamérica el 9 de noviembre del mismo año. Fue traducida por DINT Doblajes Internacionales en Santiago de Chile. Fue hecha para niños entre 6-12 años. La serie cuenta la historia de Ricky Sprocket, un niño de 11 años que trabaja como actor de películas en los estudios "El Sueño".

## Personajes

### Familia de Ricky
- Ricky Sprocket: Ricky es un verdadero actor, muy expresivo, gracioso y sociable. Vive la vida que todo niño sueña: es una estrella de cine y es famoso en todo el mundo. A pesar de esto es un chico común que a veces siente vergüenza por sus padres, tiene una hermana que siempre lo molesta y un perro flatulento. Vive en busca de aventuras y diversión, aunque se meta en problemas. Rene Pinochet le da vida en latino.

- Ethel Sprocket: Ethel es la hermana menor de Ricky y la preferida de su padre. En algunos aspectos es completamente opuesta a su hermano y tienen muy pocas cosas en común. Es inteligente y siempre emplea el mínimo esfuerzo para obtener el máximo resultado. Suele meter a Ricky en muchos problemas. Es uno de los máximos desafíos de Ricky ya que la encuentra molesta, egoísta, y siempre sabe cómo y cuándo hacerlo enojar.

- Leonard y Bunny Sprocket: Los padres de Ricky, Bunny y Leonard, son muy centrados y poco sofisticados. Solo ven a su hijo como un niño común y nunca hablan en detalle sobre su vida de estrella, están más preocupados por sus tareas del colegio y del hogar. Aman por igual a sus dos hijos, pero como Ricky es el mayor esperan más de él. Por el contrario ven a Ehtel como su dulce y pequeña niñita a la cual Ricky debe proteger, y cuando ocurre algo malo él siempre recibe el peor castigo.

- El perro Roy: Roy es el perro fiel de Ricky y su mejor compañero. Es un poco tonto y fácil de complacer.

### Amigos
- Morris: Es el cerebrito de la clase. Ama la biología, la ciencia y todos los temas académicos, pero es excepcionalmente malo en todo lo que respecta a las artes y los deportes. Morris siempre encuentra la mirada técnica de todo y nunca se separa de su computadora.

- Benny Newford: Benny es amigo, vecino y el fan número uno de Ricky. No es tan brillante como Morris pero es muy buen compañero.

- Jamal Pennycook: Jamal tiene actitud, pero sigue siendo un chico común y corriente. Es un poco más experimentado que Morris y Benny, pero tampoco tanto.

### En los Estudios Sueño
- Kitten Kaboodle: Kitten es otra niña actriz que suele coincidir con Ricky en los cástines. Es precavida y competitiva, siempre está dando órdenes a todos y tratando de socavar a Ricky. La madre de Kitten está obsesionada con la carrera de su hija, es su mánager personal.

- Mr. Fischburger: El jefe de los estudios "El Sueño" donde trabaja Ricky es un hombre pequeño con una voz muy fuerte. Se interesa mucho por Ricky ya que es uno de sus mejores actores.

### Otros
- Crispin Armstrong-Trott: El señor Armstrong-Trott es el profesor de teatro y tutor de arte del colegio. A pesar de ser un amante del teatro, Crispin es un actor espantoso y los consejos que le da a Ricky solo sirven para meterlo en problemas.

- Vanesa Stimlock: Periodista del espectáculo que se ocupa principalmente de la vida de Ricky. Cuando algún lugar está lleno de periodistas ella siempre es la que lidera.

- Waylon Pickett III: Es el abogado de Ricky, y siempre que éste necesite protección Pickett aparecerá.

## Trivia
- En un episodio el padre de Ricky revela que los estudios el sueño saca una nueva película cada 9 semanas.

- En un episodio Ricky y Kitten cantan y tienen otra voz no la original

- Datos: Q1981552